# Королівський палац Мадрида
Королівський палац Мадрида (ісп. Palacio Real de Madrid, також ісп. Palacio de Oriente — палац Орьєнте, Східний палац) — офіційна резиденція іспанської королівської родини. Сьогодні палац використовується виключно для прийомів, церемоній та офіційних дій, оскільки королі Іспанії проживають у Паласіо де ла Зарзуела (Palacio de la Zarzuela). Палац відкритий для туристів за встановленим графіком, щороку приймає майже 2 мільйони відвідувачів (у 2016 році Королівський палац прийняв понад 1,4 мільйона відвідувачів, що робить його сьомою за відвідуваністю пам'яткою в Іспанії.).

## Історія
Після пожежі напередодні Різдва 1734 року, яка перетворила королівський палац Алькасар в попіл, Філіп V наказав побудувати новий палац, в якому розміщуватиметься двір Бурбонів. Дизайн нового палацу доручили італійцеві Філіппо Юварі, який прибув до Мадрида в 1735 році, щоб взяти на себе відповідальність за будівництво. Ювара розробив проєкт палацу, проте помер в Мадриді 31 січня 1736. Проєктування та спорудження палацу продовжив учень Ювари Джованні Баттіста Саккетті.
Роботи розпочались 7 квітня 1738 року з використанням вогнетривких матеріалів, тобто вапняку з Кольменара, граніту та цегли, використання деревини у будівництві палацу з міркувань протипожежної безпеки було обмежене.
У перші роки будівництво резиденції було повільним настільки, що коли Фердинанд VI сходив на престол у 1746 році, був зроблений лише перший поверх будівлі.
Лише після сходження на трон Карлоса III у 1759 р. було надано необхідний поштовх для завершення робіт, особливо після доручення керівництва проєктом архітектору Франциско де Сабатіні, якому король наказав якнайшвидше зробити палац готовим до заселення. Це було зроблено, і 1 грудня 1764 року Карлос III та його родина стали першими мешканцями, хоча до кінця будівництва був ще довгий шлях, оскільки роботи тривали більше століття.
Нарешті, в 1892 р. роботи можна було вважати завершеними після знесення конюшні Феліпе II тодішнім архітектором палацу Енріке Марією Репульєсом-і-Варгасом, який закрив парканом площу Армерії (Plaza de la Armería).
Королівський палац Мадрида — найбільший у Західній Європі та один із найбільших у світі, він має площу понад 135 000 квадратних метрів та 3418 кімнат.
Навколо палацу розташовані Пласа-де-ла-Армерія, Пласа-де-Орієнте, Сади Кампо-дель-Моро та Сади Сабатіні.